# 天爐座ψ
天爐座ψ，又名CD-38 948，HD 18149、SAO 193965、HR 863，是天爐座的一颗恒星，视星等为5.92，位于銀經244.62，銀緯-62.12，其B1900.0坐标为赤經2h 49m 39.2s，赤緯-38° -62.12′ 45″。